# BBIBP-CorV
BBIBP-CorV är ett kinesiskt Covid-19-vaccin och ett av två som utvecklats av vaccinföretaget Sinopharm i samarbete med sina dotterföretag Beijing Institute of Biological Products respektive Wuhan Institute of Biological Products. Båda två är baserade på traditionell metodik och bygger på inaktiverat virus. Vaccinet var per december 2020 i fas III-försök i bland andra Argentina, Bahrain, Egypten, Marocko, Pakistan, Peru och Förenade arabemiraten med fler än 60 000 deltagare. Kinesiska myndigheter hade tidigare godkänt det för akutanvändning och per november 2020 hade uppemot en miljon kineser fått vaccinet. Per december 2020 hade också uppemot 100 000 personer i Förenade arabemiraten vaccinerats.

## Klinisk prövning
Sinopharm meddelade den 30 december 2020 att BBIBP-CorV-vaccinet har ett skyddsvärde på 79,34%, lägre än siffran 86%, tidigare meddelats om av myndigheter i Förenade arabemiraten den 9 december på basis av en interimsanalys.
Beijing Institute of Biological Products publicerade den 15 oktober 2022 resultat från sin Fas I-studie med 192 vuxna och sin Fas II-studie med 448 vuxna för BBIBP-CorV-vaccinet.
Wuhan Institute of Biological Products publicerade den 13 augusti interimsresultat för sina Fas I- och Fas II-studier med 96 respektive 224 vuxna.
Från juli 2020 och under hösten påbörjades fas III-studier i Förenade arabrepubliken, Bahrain, Jordanien, Egypten Pakistan och Argentina

## Tillverkning
En Sinopharm-anläggning i Peking ska ha en kapacitet på 120 miljoner doser per år, medan en annan i Wuhan ska kunna producera 100 miljoner doser per år. I oktober 2020 meddelade Sinopharm och det eventuellt skulle kunna uppnå en produktionskapacitet på en miljard doser 2021.

## Tillstånd för akutanvändning
Tillstånd för akutanvändning har bland annat lämnats i Kina i juli 2020 oktober 2020,, Förenade arabrepubliken och Bahrain i november